# 松鼠大作战2
《松鼠大作战2》是一款由卡普空制作和发行的平台游戏。本作是1990年游戏《松鼠大作戰》的续作。游戏于1993年12月在日本地区FC游戏机发行，1994年1月在北美地区发行。本作以迪士尼同名动画为基础而制作。
松鼠大作战2是一个单人或者双人合作游戏。游戏为横向卷轴，玩家控制着Chip或者Dale。它们能够行走，跳跃和捡拾东西。
本作在北美地区得到相当正面的评价。